# Borsos-Nachtnébel Ödön
Borsos-Nachtnébel Ödön (Arad, 1894. január 5. – Nebraska, 1951. december 22.) magyar orvos, patológus, egyetemi tanár.

## Élete
Nachtnébel Ödön édesapja Arad város utolsó magyar főmérnöke volt. 1899 és 1911 között Aradon végezte elemi iskoláit és a reálgimnáziumot. Orvos akart lenni, ezért latin és görög nyelvet külön tanult, de kitűnően megtanult németül, franciául és angolul is. 1911 és 1919 között a budapesti Pázmány Péter Tudományegyetem Orvosi karán volt medikus, de tanulmányait 42 hónapi frontszolgálat szakította meg, mint orvos tiszt szolgált az első világháborúban. Orvosi diplomáját 1919-ben kitüntetéssel nyerte el. Még ez évben a Patológiai Intézet munkatársa lett.
1919-ben feleségül vette Borsos Annát, házasságukból három gyermek született: Anna (1920), Béla (1923) és Tibor (1927).
1923-ban tanársegédnek, öt évvel később intézeti adjunktusnak nevezték ki, magántanári oklevelét 1930-ban kapta meg. Közben, 1926-ban Berlinben és 1929-ben Párizsban és Marseille-ben dolgozott, kutatott. 1931–32-ben New Yorkban (Rochester) kutatott G. H. Whipple mellett, aki később Nobel-díjat kapott. Amikor Buday Kálmán professzor 1933-ban nyugalomba vonult, Borsos-Nachtnébel magántanár vette át intézete vezetését. Ugyanakkor a Szent János Kórház patológus főorvosa is lett. Megelőzően 1926–34 között a Vörös-Kereszt Egylet Erzsébet Kórház kórboncnok főorvosa. Az Uzsoki Utcai Kórház patológiai osztályának első vezetője is ő volt; innen nyert egyetemi tanári kinevezést Debrecenbe 1936-ban, a Tisza István Tudományegyetem Kórbonctani Intézetébe. Az oktatás és a rutin diagnosztikai munka mellett a neuropatológia, a vesepatológia és a daganatpatológia témakörében folytatott tudományos munkát. 1943-44-ben az orvosi fakultás dékánjaként is tevékenykedett.

## A második világháború után
1944 őszén a front elől Budapestre menekült. Az orvosi kar és az orvostanhallgatók csoportjával a németországi Halle an der Saale városba vitték családjával együtt. A háború vége után Göttingenbe ment, ahol 1947-ben átvette a törvényszéki intézet (Gerichtsmedizinische Institut) vezetését. Ugyanakkor a francia kormány megbízásából a Németországba elhurcolt és elesett francia hadifoglyok és a koncentrációs táborok halottainak exhumálásával, és az elhunytak azonosításával foglalkozott. Ezen munkásságáért a francia kormány dicsérő elismerését nyerte el. 
1949-ben családjával kivándorolt az Egyesült Államokba és a nyugati részen telepedett le. Először a portlandi (Oregon állam) orvosi egyetemen végzett kutató munkát, majd 1950-ben az omahai (Nebraska) Creighton Egyetem Kórbonctani Intézetébe hívták meg. Nebraskában érte a halál 1951-ben.

## Tudományos érdeklődése, munkái, kutatásai
Tudományos téren – még itthon – foglalkozott az anaemiák patológiájával; az 1934. évi III. Nagygyűlésen hangzott el A vérszegény kutyák vörös vérsejtjeinek volumen-változásairól májetetés után c. előadása. 1939-ben a szegedi VIII. Nagygyűlésen A hyperostosis frontalis internaról értekezett. Az egyes daganatok hisztogenezise, a vérképzőszervek működése, a nagy röntgendózisok erre kifejtett hatása, a központi idegrendszer kóros elváltozásai, a vese kórtana és a trópusi malária tartoztak még érdeklődési körébe. Foglalkozott továbbá a periarteritis nodosa pathologiájával, a rák aethiologiájával és megelőzésével. Mintegy negyven közleménye jelent meg magyarul, németül és angolul. 
1932-ben Budapesten alakult meg a Magyar Patológusok Társasága (MPT) Buday Kálmán professzor intézetében, ahol Borsos-Nachtnébel Ödön már akkor magántanár, adjunktus volt, később a társaság alelnöke lett. Külföldön tagjai közé választotta a Deutsche Pathologische Gesellschaft is.
Utolsó közleménye Howard L. Richardsonnal írt Study of liver tumor development and histologic changes in other organs in rats fed azo dye 3'methyl-4-dimethylaminoazobenzene címmel jelent meg a Cancer Research című folyóiratban, 1951-ben.